# Anatolij Giekker
Anatolij Iljicz Giekker (ros. Анатолий Ильич Геккер, ur. 25 sierpnia?/6 września 1888 w Tyflisie, zm. 1 lipca 1937 w Moskwie) – rosyjski i radziecki dowódca wojskowy, komkor.

## Życiorys
W 1909 ukończył Władymirską Szkołę Piechoty w Petersburgu, a 1917 kursy przy Akademii Wojskowej, służył w korpusie straży pogranicznej, później do 1918 był szefem sztabu 33 Korpusu rosyjskiej armii. Od września 1917 należał do SDPRR(b), od stycznia 1918 dowodził 8 Armią Frontu Rumuńskiego, wkrótce wstąpił do nowo powstałej Armii Czerwonej, w marcu-kwietniu 1918 dowodził Armią Doniecką. W kwietniu-maju 1918 był szefem sztabu Najwyższego Dowódcy Siłami Zbrojnymi Związku Południowych Republik, w maju-czerwcu 1918 komisarzem Białomorskiego Okręgu Wojskowego, w lipcu 1918 uczestniczył w tłumieniu powstania eserowców w Jarosławiu, od sierpnia 1918 dowodził Wołogodzkim Rejonem Tyłowym, potem wojskami rejonu kotłaskiego i Północnej Dźwiny. Od grudnia 1918 do lutego 1919 był komendantem Astrachańskiego Rejonu Ufortyfikowanego, od 7 lutego do 8 kwietnia 1919 dowódcą 13 Dywizji Piechoty 8 Armii, od 9 maja 1919 do 10 stycznia 1920 i ponownie od 10 stycznia do 24 lutego 1920 dowódcą 13 Armii Frontu Południowego. Na czele 13 Armii brał udział w odbiciu z rąk białych Charkowa i Kupiańska w listopadzie-grudniu 1919 r., a następnie w odbiciu Donbasu na przełomie grudnia 1919 i stycznia 1920 r.
Od 8 kwietnia do sierpnia 1920 szefem sztabu Wojsk Ochrony Wewnętrznej Republiki. Od 18 października 1920 do 10 maja 1921 był dowódcą 11 Armii Frontu Kaukaskiego, w lutym 1921 dowodził agresją RFSRR na Gruzję, jednocześnie w styczniu-lutym 1921 był formalnie zastępcą naczelnika, a od lutego do czerwca 1922 naczelnikiem Akademii Wojskowej Armii Czerwonej. W latach 1924–1925 był attaché wojskowym przy Ambasadzie ZSRR w Chinach, od 1924 do maja 1929 członkiem Zarządu Kolei Wschodniochińskiej, od maja 1929 do 1933 attaché wojskowym przy Ambasadzie ZSRR w Turcji, 1933-1934 pozostawał w dyspozycji Głównego Zarządu Armii Czerwonej. W latach 1934–1935 był szefem Wydziału IV Zarządu Wywiadowczego Armii Czerwonej, od 1935 do lutego 1936 szefem Wydziału VI tego zarządu, a od lutego 1936 do 30 maja 1937 szefem Wydziału XI tego zarządu, 21 listopada 1935 otrzymał stopień komkora Armii Czerwonej.
30 maja 1937 został aresztowany, 1 lipca 1937 skazany na śmierć przez Wojskowe Kolegium Sądu Najwyższego ZSRR pod zarzutem udziału w kontrrewolucyjnej organizacji terrorystycznej i szpiegowskiej i rozstrzelany. 22 sierpnia 1956 pośmiertnie zrehabilitowany.